# 灰白小霸鹟
灰白小霸鹟（学名：Pseudelaenia leucospodia），是雀形目霸鹟科的一种鸟类，属于单型的灰白小霸鹟属（学名：Pseudelaenia）。

## 特征
灰白小霸鹟体重约11.9克，翼长约59.9毫米，喙宽度约3.5毫米，喙厚度约3.2毫米，嘴峰长约12.1毫米，跗蹠长约18.2毫米，尾长约52.5毫米。
灰白小霸鹟是留鸟，栖息在灌木林，它们是食肉动物，主要以昆虫、蜘蛛等陆生无脊椎动物为食。它们分布在厄瓜多尔西南部和秘鲁西北部的干旱灌丛。